# Abd al-Rahman al-Shaghouri
Abd al-Rahman al-Shaghouri, in arabo  عبد الرحمن الشاغوري ‎? (Homs, 1º luglio 1912 – Damasco, 8 giugno 2004), è stato un poeta, sindacalista, mistico e maestro sufi siriano.

## Biografia
Rimasto ben presto orfano, si trasferì con il fratello a Damasco dove, ancora bambino, iniziò a lavorare dapprima come garzone nella zona dei mercati nel centro della città, e poi come tessitore.
Seguì le lezioni dei più famosi maestri damasceni che impartivano lezioni tradizionali di grammatica araba, di shari'a (la legge religiosa) e delle altre scienze religiose islamiche presso le moschee della città. Tra i suoi maestri si ricordano: Husni al-Baghghal, Muhammad Barakat, ‘Ali al-Daqar, Ismail al-Tibi e Lutfi al-Hanafi.
Il più determinante, però, fu lo sceicco Muhammad al-Hashimi, originario dell'Algeria e rappresentante della Tariqa Shadhiliyya in Siria, dove era stato mandato dal proprio maestro, lo sceicco Aḥmad al-ʿAlawī ben noto al pubblico occidentale grazie allo studio pubblicato da Martin Lings “Un santo sufi del XX secolo”, probabilmente allo scopo di riallacciare i rapporti con i confratelli siriani.
Al-Shaghouri diventò presto una figura di riferimento della tariqa, dapprima come capo del gruppo dei cantori dello sceicco, ed infine come maestro dopo la morte dello sceicco al-Hashimi nel 1961. Ricevette l'autorizzazione all'insegnamento spirituale della tariqa Shadiliyya dallo sceicco Muhammad Said al-Kurdi di Irbid (Giordania).
Nonostante l'impegno profuso nella vita spirituale, e nonostante gli impegni che derivavano dal suo ruolo all'interno della confraternita, al-Shaghouri non interruppe mai la propria attività lavorativa: egli fu dapprima operaio ed in seguito caporeparto nel settore tessile, ma quando il governo siriano decise di nazionalizzare l'industria egli, benché vicino alla pensione, rassegnò le proprie dimissioni, dichiarando che la nazionalizzazione era da considerare un furto. Il suo coraggio e le sue caratteristiche personali gli avevano guadagnato un'ampia stima, tanto che fu eletto rappresentante degli operai tessili presso il Parlamento Siriano, e poi come rappresentante per la Siria presso l'Unione Sindacale Araba.
Lasciato il lavoro, si dedicò completamente all'insegnamento di materie religiose presso vari istituti e moschee di Damasco, e per lunghi anni pronunciò il sermone del venerdì presso la moschea al-Khayyat di Damasco, fino a quando, nel 1999, un'embolia lo condusse ad un lungo coma, dal quale emerse quasi del tutto privo di forze e semi-paralizzato.
Nonostante la debolezza fisica, continuò a ricevere tutti quanti volessero godere della sua compagnia ed a partecipare alla hadhra (danza estatica) che ogni venerdì raccolgono i discepoli nella moschea dedicata a Nur al-Din al-Shahid, nel centro storico di Damasco.
La sua casa rimase aperta ogni martedì sera a tutti quanti volessero fargli visita, e non rifiutava inviti in case private se non impedito dalle proprie condizioni fisiche che lo costrinsero negli ultimi anni sulla sedia a rotelle, sempre servito amorevolmente dal figlio Abdallah e spesso accompagnato dal piccolo, e amatissimo, nipote Wais.
La morte lo raggiunse l'8 giugno del 2004. Il suo funerale si tenne presso la moschea in cui è sepolto Muhy al-Din Ibn Arabi, uno dei massimi maestri sufi di tutti i tempi. La preghiera funebre fu guidata da Ali al-Jafry, una delle personalità emergenti dell'Islam contemporaneo, giunto appositamente dallo Yemen. Vi partecipò una folla numerosissima, a testimonianza dell'amore che portavano per lui i damasceni e della stima guadagnata presso la comunità musulmana internazionale.

## Poesia
La sua poesia, che si inserisce nel solco della tradizizione letteraria araba di cui riprende topoi e stilemi, unisce l'intensità dell'esperienza spirituale ad una particolare efficacia espressiva, presentando più punti comuni con la poesia dei sufi più conosciuti del passato, come Ibn al-Farid, Abd al-Ghani al-Nabulusi e Ahmad al-Alawi.
Le sue poesie sono state pubblicate nel Diwan "Al-hada'iq al-nadiyya fī al-nasamat al-ruhiyya" (I giardini rugiadosi nelle dolci brezze spirituali), Damasco, Dār fajr al-‘urūba, 2ª ed., 1998, e sono state antologizzate in numerose pubblicazioni.
Tra i suoi discepoli si annoverano alcune delle personalità più significative dell'Islam contemporaneo, come lo sceicco Ismail al-Kurdi, lo sceicco Nuh Ha-Mim Keller e lo sceicco Mahmoud al-Yaaqubi.

### Monografie
- Radwan Izzouli, “Al-Shaghouri, sa'ir sufi fi al-qar al-ashrin" (Al-Shaghouri poeta sufi nel XX secolo), Damasco, 2002. (È la pubblicazione della tesi di Magistero sostenuta dall'autore presso l'Università Libanese di Beirut)
- Fabio Pesaresi, "Un popolo di ebbri: la khamriyya di Abd al-Rahman al-Shaghouri (1912-2004)", Tesi di Laurea sostenuta presso la Facoltà di Lingue e Civiltà Orientali dell'Università di Urbino.

### Antologia
- ‘Alawi, Abu al-‘Abbās Ahad ibn Mustafā, al- (1986), Dīwān, Tunisi
- Khatib Al Hasanī, ‘Abd al-‘Azīz al- (1994), Al-nafahāt al-‘aliyya fī anāšīd hadhra al-šādhiliyya (I soffi sublimi nei canti della hadhra šādiliyya), Damasco, Maktaba al-darwišiyya, 1994
- Qabbanī, Muhammad al-‘Arabi al- (1998), a cura di, Ğami'u al-nafahāt al-qudsiyya fī al-anāšid al-dīniyya wa al-qasa'id al-‘irfaniyya wa al-muwaššahat al-andalusiyya (Raccolta dei Soffi Santi nei canti religiosi e le odi gnostiche e le canzoni andaluse), Beirut, Dār al-hair